# Spitzelofen

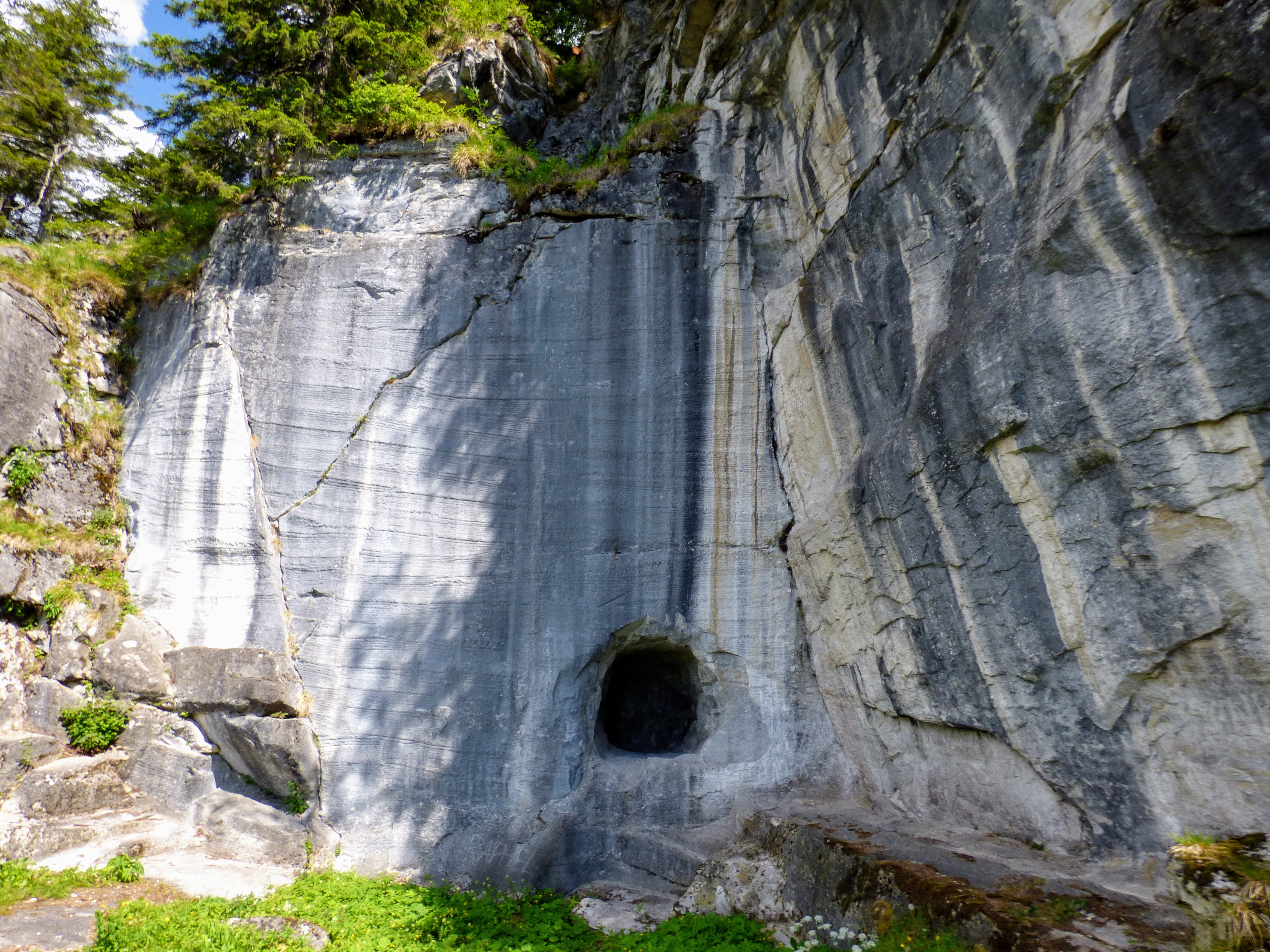
Römischer Steinbruch Spitzelofen, Hauptabbaustelle

Der Spitzelofen liegt auf der Alm Klein-Aibel bei Sankt Georgen im Lavanttal im österreichischen Kärnten. Der Name bezeichnet einen Steinbruch auf Marmor mit mehreren Abbaustellen aus zunächst römischer Zeit auf etwa 1060 m ü. A. am Westabfall der Koralpe. Radiocarbondatierungen belegen zwei Zeiträume eines Betriebes, einerseits in der Römerzeit, andererseits im Frühmittelalter. Spitzelofen-Marmor fand überwiegend regional begrenzte Anwendung im römischen Noricum; historisch bedeutend ist ein Schriftzug für römische Gottheiten in einer Steinbruchwand.

## Name
Mit dem Wort «Ofen» werden sichtbare Felsblöcke oder Felswände im Gebiet der Saualpe und Koralpegebiet bezeichnet. Eine weitere Erklärung stammt von Fritz Lochner von Hüttenbach nach der südseitige Felshänge, die von der Sonnenhitze erwärmt, als Ofen benannt werden und spitz zulaufende Fluren als Spitz, wie auch Personen, die auf spitz zulaufenden Grundstücken wohnen, als Spitzl bezeichnet werden.

## Geschichtlicher Hintergrund
Dass die Steinbrucharbeiten abrupt beendet wurden, wird an den auf der Steinbruchsohle und am Waldrand hinterlassenen unbearbeiteten Marmor-Quadern deutlich, und es wird angenommen, dass seit der Römerzeit mit hoher Wahrscheinlichkeit keine Steinbrucharbeiten mehr stattfanden. Das Ende der Steinbrucharbeiten dürfte durch die im Alpenraum stattfindende Völkerwanderung hervorgerufen worden sein. Ende des 19. Jahrhunderts ließ der damalige Eigentümer, die Gutsverwaltung Schütte, das Gelände an der Steinbruchwand einebnen und ab dem Jahre 1920 bis 1922 legte Gudmund Schütte die Steinbruchwände weiter frei. Im Jahr 1930 wurde weiteres Schuttmaterial bis zu einer Tiefe von 7 Metern entfernt. Im Jahre 1995 wurde das Bodendenkmal von Gehölzen befreit und teilweise Erdreich abgetragen.

## Gesteinsbeschreibung
Bei diesem Gestein handelt es sich um einen gering glimmerhaltigen Marmor mit über 98 Prozent Calciumcarbonat, der grobkörnig (bis 5 mm Korngröße) und weißgrau gebändert ist. Er enthält Graphit, Pyrit und hellen Glimmer. Diese stofflichen Beimengungen aus den Ursprungsgesteinen führen zu typischem Dekor, der so genannten Marmorierung.

## Geologie
Der Gebirgszug der Koralpe besitzt einen komplexen geologischen Aufbau. In Glimmerschiefer, Gneisen und Amphiboliten sind Marmorzüge eingelagert, wie am Spitzelofen. Beim römischen Spitzelofen-Steinbruch handelt es sich um ein kleines regionales Marmor-Vorkommen, das an anderen Stellen auf der Koralpe ausstreicht und deshalb mehrere weitere Abbaustellen aufweist, die in jüngerer Zeit genutzt wurden.

## Steinbruch

### Römischer Steinbruchbetrieb
Es handelt sich um ein Steinbruchrevier, der größte Bruch ist als Spitzelofen bekannt. Im Gebiet um den Spitzelofen und seinen südwestlichen Nachbarkogel, den Kalkkogel, sind 52 Objekte im Gelände dokumentiert, von denen es sich zunächst um 18 Marmorsteinbrüche, neun kleinere Abbaustellen und eine Reihe von Halden handelt. Dazu zählen auch Reste von Kalköfen, Schmiedeessen und Grubenmeilern zur Erzeugung von Holzkohle, die für zumindest zwei Abbauperioden datiert werden können. Die Radiocarbondatierungen nennen Zeiträume aus römischer Zeit (bzw. Noricum) von 31 v. Chr. bis 80 n. Chr., aber auch aus dem Frühmittelalter von 614 bis 870.
Der Steinbruch ist der am besten dokumentierte in Kärnten, sein Marmor fand u. a. Verwendung in der antiken Stadt auf dem Magdalensberg für Grabstelen.
Im Spitzelofen lassen sich von Süden kommend vier Abbruchwände feststellen, auf denen die Spuren der römischen Marmorgewinnung an den Rillen erkennbar sind, die die Steinmetzen mit einem Spitzhammer oder Zweispitz in die Steinbruchwände schlugen. Gefunden wurden im Spitzelofen-Steinbruch ein Hammer, ein Zweispitz und ein eiserner Spaltkeil, die neueren Forschungen nennen 36 ganz oder teilweise erhaltene Fundobjekte an 22 Fundstellen. Insbesondere an der nördlich gelegenen Abbruchwand sind unvollständig bearbeiteten Quader erkennbar, die dort stufenförmig im Gestein liegen. Unterhalb des Stollenlochs, der dritten Wand und vor der zweiten Wand liegen Rohlinge im Gestein, die noch nicht gelöst wurden.

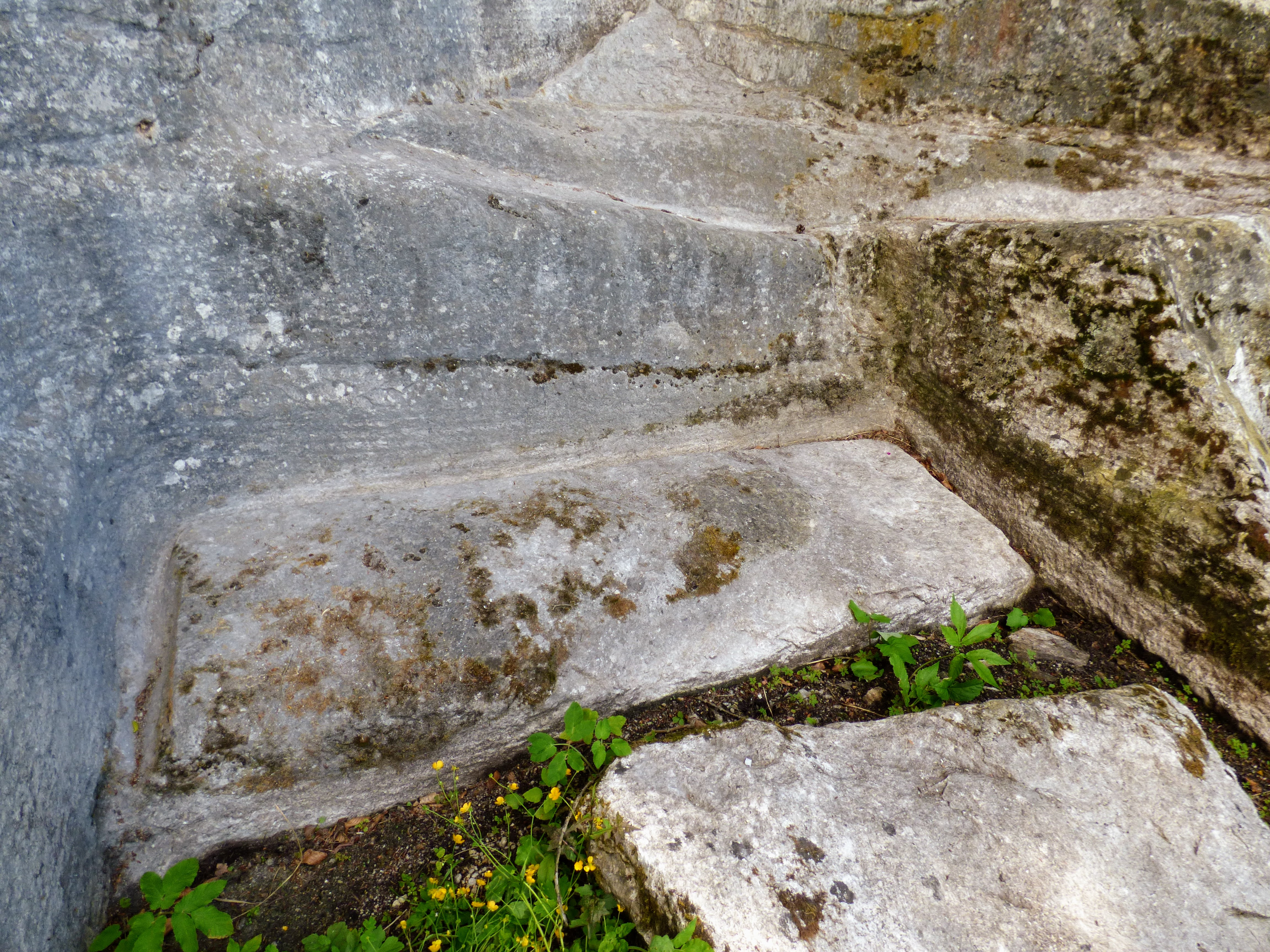
Unvollständig bearbeiteter Marmorquader

Abgebaut wurde im manuellen Schrämverfahren, dabei wurden zunächst die Steinblöcke ringsum auf vier Seiten freigeschlagen, anschließend mit Keilen vom Untergrund abgespalten und sie sollen auf Holzbalken von Ochsen ins Tal verfrachtet worden sein. Erstmals als Relikt römischer Steinbruchstätigkeit wurde diese Abbaustelle 1817 durch Eichhorn beschrieben. Die hinterlassenen Strukturen des Steinbruchs lassen auf einen sehr umfangreichen Steinabbau in der römischen Periode schließen.
Die Steinbrucharbeiter waren römische Sklaven und es sollen sich eine Feldküche, Feldschmiede und Tischlerei im Steinbruch befunden haben. Des Weiteren wird angenommen, dass aus dem bei der Steingewinnung und Steinbearbeitung entstandenen marmornen Gesteinsschutt Kalk gebrannt wurde. Eine Untersuchung im Umfeld des Steinbruchs nach Meilern, Gruben oder Öfen zur Kalkherstellung fand bis zu den Arbeiten 2015/16 bzw. 2019/2020 nicht statt.
Eine weitere ungeklärte Besonderheit als rechteckige Vertiefung befindet sich im oberen Teil der vierten nördlich befindlichen Steinbruchwand, die auf das frühere Vorhandensein einer Steintafel schließen lässt und oberhalb des Steinbruchs befindet sich eine durch Schrämtechnik hergestellte Nische in diesem Marmorvorkommen. Beides ließ bereits Konopasek darauf schließen, dass der Steinbruch (bzw. eine Fläche im Steinbruchrevier, wie sich später zeigte) eine römische Weihestätte gewesen sein könnte.

### Römische Weiheinschrift

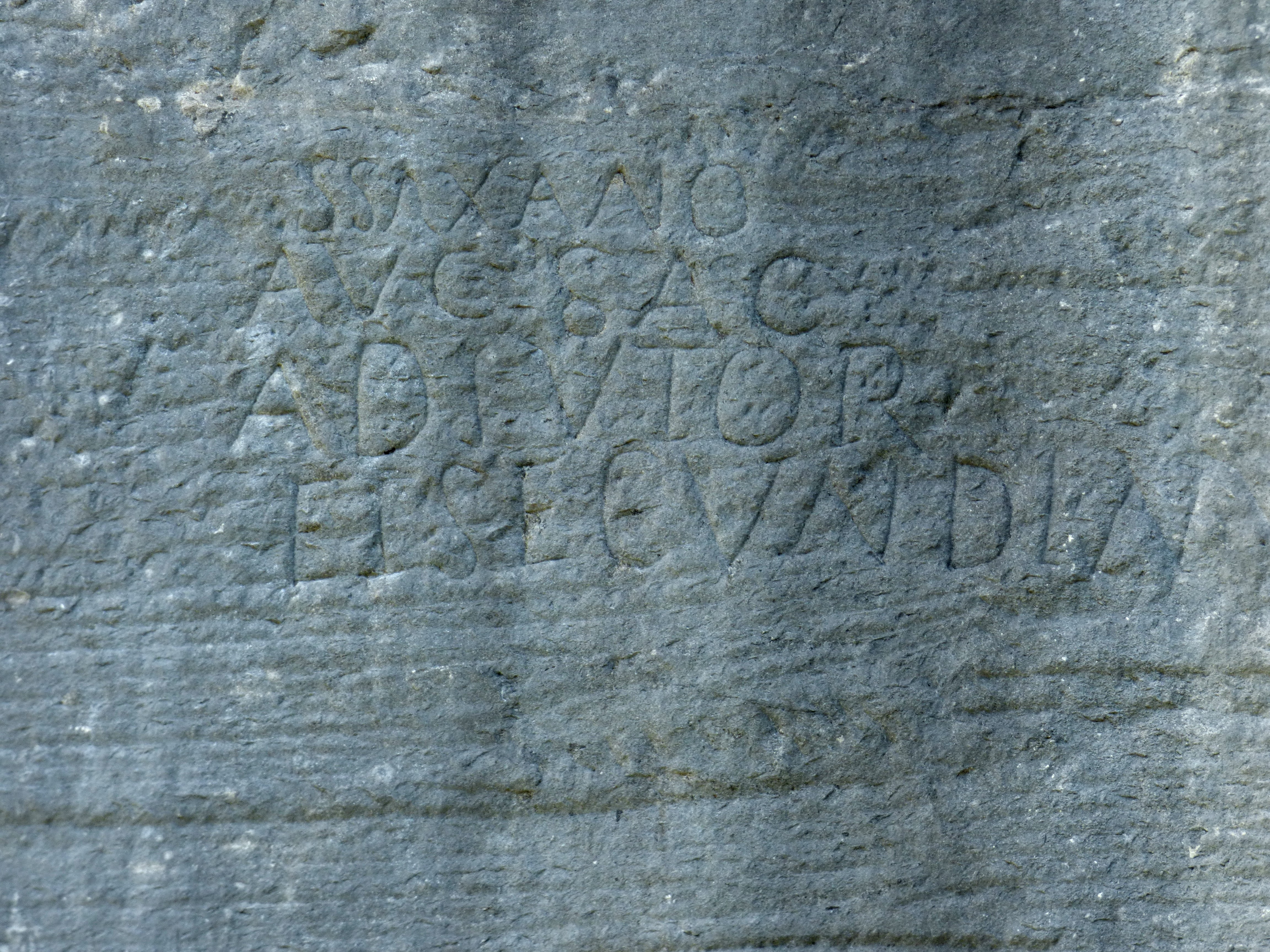
Römerzeitliche Inschrift

In der Steinbruchwand über dem Stollenmundloch ist auf zwölf Meter Höhe ein römischer Schrifttext als Weiheinschrift eines Heiligtums eingeschlagen, der entsprechend der verwendeten Schriftart aus dem 3. Jahrhundert stammen dürfte und als «Spitzelofendenkmal» bekannt geworden ist:
Die Weiheinschrift ist unterschiedlich interpretiert worden, so wird beispielsweise in einer anderen Übersetzung von dem „erhabenen Gott der Wälder und der Steinbrüche“ gesprochen. Die Schrift ist teilweise schwer erkennbar, da sie von den herabsickernden Wassern aus dem oberhalb liegenden Waldgebiet verschmutzt wird. Des Weiteren haben sich dort Algen und Flechten abgesetzt.
Der genaue Ort des mutmaßlichen Heiligtums ist nicht bekannt. Deutungen gehen davon aus, dass es sich entweder um den Felsenkessel selbst handelt oder dass es dort eine hölzerne Kapelle gab, die abbrannte.
Mit Silvanus wird der Waldgott bezeichnet, der weder Tempel hatte noch einen Kult im römischen Staat bildete. Silvanus wurde im Westen des römischen Reiches in unterschiedlicher Form verehrt; geopfert wurden ihm Dinkelmehl, Speck, Fleisch und Wein. Saxanus war die Gottheit der Felsen und Steinbrüche. Beide Götter waren miteinander verbunden und es wird eine Weihung des Steinbruchs durch den Steinbruchbesitzer angenommen.

### Stollen

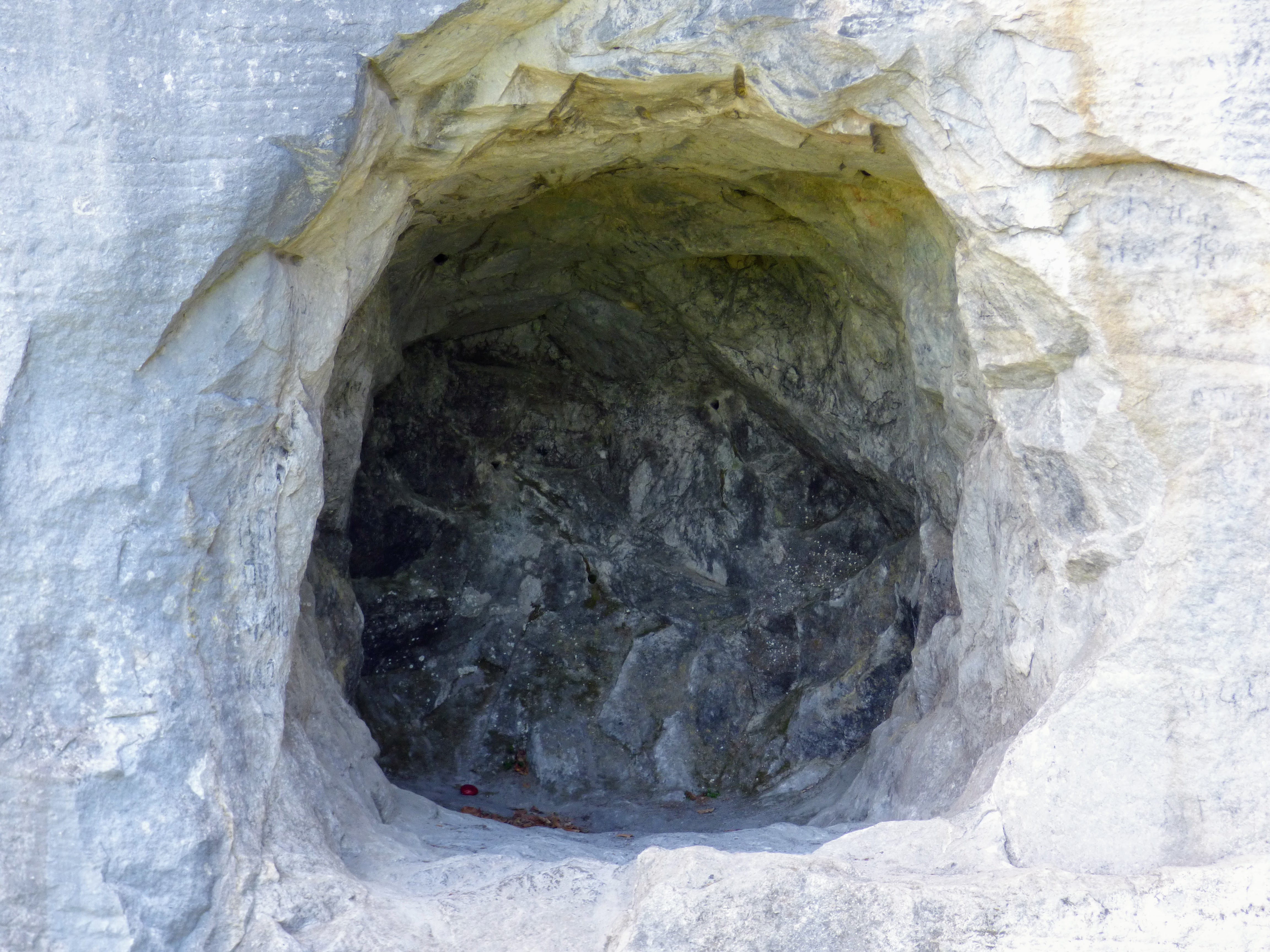
Stollen

Spekulationen, dass sich unter der Inschrift ein verwunschenes Schloss, ein Silberschatz befinde oder dass ein Geist Gesteinstrümmer in Gold verwandle, führten dazu, dass Schatzsucher um 1890 einen Stollen von 2 Meter Höhe und 2 Meter Breite mit einer Tiefe von 3,5 Metern, in die Steinbruchwand auf einer Höhe von 2,5 Metern über der heutigen Steinbruchsohle gesprengt haben. Weitere damit eventuell eintretende Zerstörungen wurden 1890 durch das Revierbergamt Klagenfurt unterbunden.

## Heute
Ein Gesteinsabbau findet in dem Bodendenkmal nicht mehr statt und das Gelände wird häufig von Wanderern aufgesucht.
Um die Geschichte des Steinbruchs zu sichern und weiter zu erforschen, stellte Konopasek im Jahre 2006 Forderungen auf, wie Sicherung der Weiheinschrift, Freilegung der Steinbruchsohle und Ausgrabung bis zur Sohle aus römischer Zeit, Markierung der römischen Transportwege, Vermessung der nicht fertiggestellten Werksteine, Suche nach Spuren der Kalkherstellung, Vermessung von Markierungen, Zeichen und Buchstaben im Steinbruch und Erforschung einer, in der Nähe des Steinbruchs liegenden ausgeschrämten Nische.
Der Marmorsteinbruch wird auch für kulturelle Veranstaltungen genutzt, wie beispielsweise im Jahr 2004 für eine Sonderaufführung des Schauspiels «NYCTIVOE» des griechischen Dimitris Lyacos mit sechs Masken, die der Bildhauers Fritz Unegg gestaltete.